# Liste von Muschelbrunnen
In dieser Liste sind Muschelbrunnen aufgeführt, also Brunnen im öffentlichen Raum, die Muscheln zum Thema haben.

## Deutschland
| Bezeichnung                                       | Bild           | Standort                                            | Künstler           | Errichtung Einweihung                               | Weitere Informationen |
| ------------------------------------------------- | -------------- | --------------------------------------------------- | ------------------ | --------------------------------------------------- | --- |
| Vogelbrunnen (Britzer Garten) (Vogel und Muschel) | weitere Bilder | Berlin-Britz, Britzer Garten (Lage)                 | Christa Biederbick |                                                     | |
| Muschelminna                                      | weitere Bilder | Görlitz, Postplatz (Lage)                           | Robert Toberentz   | 1879                                                | siehe Liste der Brunnen, Denkmäler und Skulpturen in Görlitz |
| Muschelbrunnen (Koblenz)                          | Muschelbrunnen | Koblenz, Rheinanlagen, im Lützeler Volkspark (Lage) |                    | aufgestellt ca. 1936, nach 1950 in den Rheinanlagen | 2009 wegen der Bundesgartenschau 2011 abgebaut, Wiederaufstellung im Volkspark geplant. Siehe auch Liste der Brunnen in Koblenz#Abgebaute oder zerstörte Brunnen |
| Muschelbrunnen in Weimar                          | weitere Bilder | Weimar, Schwanseestraße                             |                    |                                                     | |

## Weitere
| Bezeichnung                     | Bild           | Standort                                            | Staat                  | Künstler             | Errichtung Einweihung | Weitere Informationen                                |
| ------------------------------- | -------------- | --------------------------------------------------- | ---------------------- | -------------------- | --------------------- | ---------------------------------------------------- |
| Muschelbrunnen (Kloster Tibães) | weitere Bilder | Braga, Kloster São Martinho de Tibães               | Portugal               |                      |                       |                                                      |
| Dreifacher Muschelbrunnen       | weitere Bilder | Huntingdonshire, Abbots Ripton Hall, Cambridgeshire | Vereinigtes Königreich | Denis Parsons        |                       |                                                      |
| Muschelbrunnen (Paris)          | weitere Bilder | Paris                                               | Frankreich             |                      | 1906                  |                                                      |
| Bienen-Brunnen                  | weitere Bilder | Rom, Piazza Barberini (Lage)                        | Italien                | Gian Lorenzo Bernini | 1644                  | Der Bienenbrunnen stellt eine geöffnete Muschel dar. |
| Muschelbrunnen (Stans)          |                | Stans, Friedhof                                     | Schweiz                |                      |                       | Siehe Muschelbrunnen Friedhof in                     |
| Shell Boys fountain             | weitere Bilder | Stuart, (Florida), Martin Memorial Cancer Center    | USA                    | Geoffrey C. Smith    | 2007                  |                                                      |
| Fountain of Love at Cliveden    | weitere Bilder | Taplow, Buckinghamshire (Lage)                      | Vereinigtes Königreich | Thomas Waldo Story   | 1897                  |                                                      |
| Engelbrunnen (Wien)             | weitere Bilder | Wien, Schlossgarten Schönbrunn (Lage)               | Österreich             |                      | 1775                  | siehe auch Brunnen in Wien                           |
| Muschelbrunnen (Zürich)         | weitere Bilder | Zürich, Villa Patumbah (Lage)                       | Schweiz                |                      |                       |                                                      |